# Musikjahr 1769
Liste der Musikjahre

◄◄ | ◄ | 1765 | 1766 | 1767 | 1768 | Musikjahr 1769 | 1770 | 1771 | 1772 | 1773 | ► | ►►

Weitere Ereignisse
Dieser Artikel behandelt das Musikjahr 1769.

## Ereignisse

### Die Mozarts
- 05. Januar: Nach 15 Monaten in Wien kehrt Wolfgang Amadeus Mozart mit seiner Familie nach Salzburg zurück.

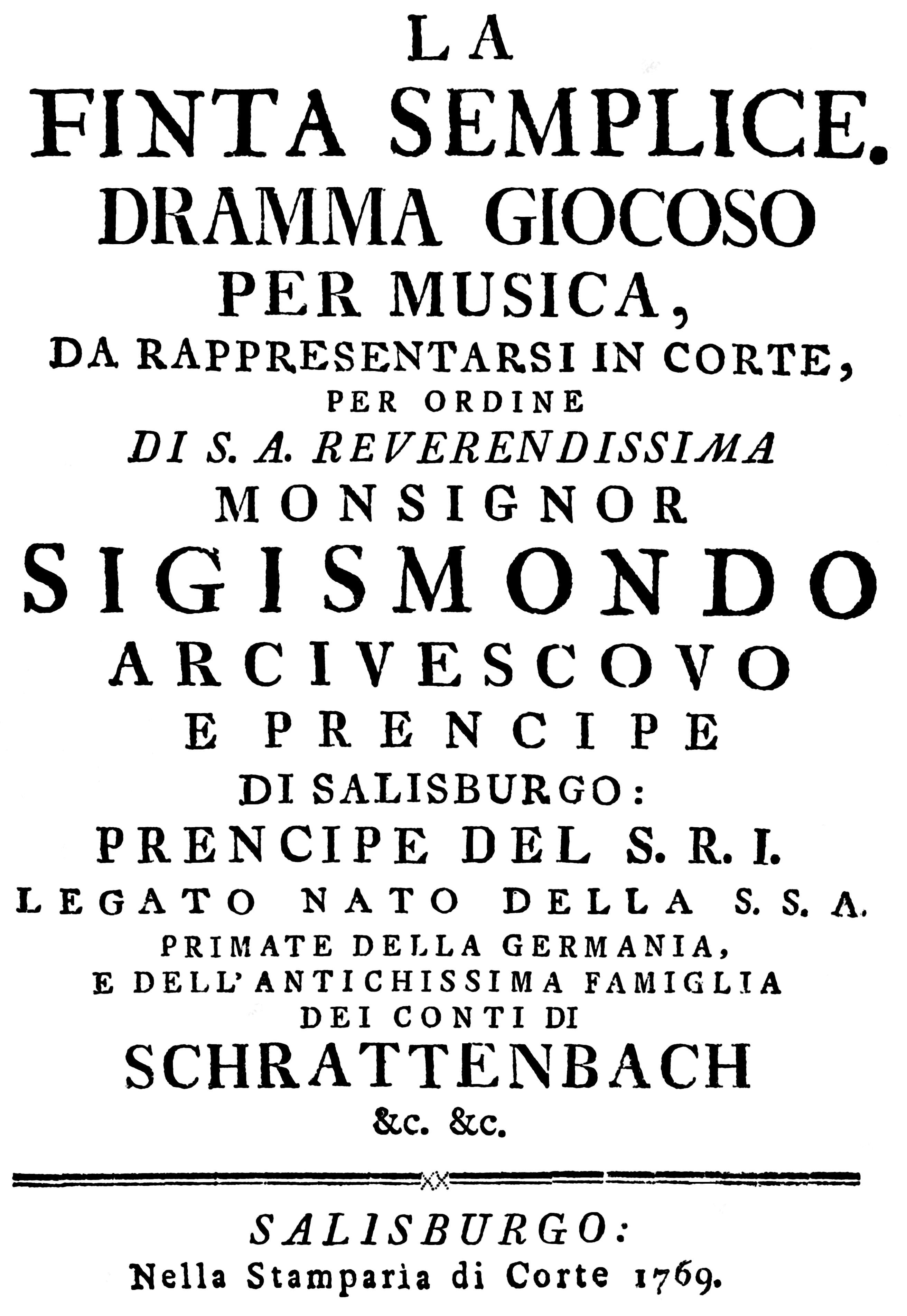
La finta semplice, Titelseite des Librettos, Salzburg 1769

- 01. Mai: Mit einjähriger Verspätung erfolgt in Salzburg die Uraufführung der von Mozart auf Anregung von Kaiser Joseph II. komponierten opera buffa La finta semplice. Gerüchte, das Werk habe in Wirklichkeit nicht der 12-jährige Wolferl selbst, sondern sein Vater komponiert, haben die Aufführung verzögert. Das Libretto stammt von Marco Coltellini.
- 13. Dezember: Wolfgang Amadeus Mozart bricht mit seinem Vater zu seiner ersten Italienreise auf.

### Opern, andere Bühnenwerke und Oratorien
- Anfang des Jahres: Carl Philipp Emanuel Bach, städtischer Musikdirektor in Hamburg, vollendet das Oratorium Die Israeliten in der Wüste. Das Libretto stammt von Daniel Schiebeler.
- 05. Januar: Mit der Oper Lucile von André-Ernest-Modeste Grétry nach einem Libretto von Jean François Marmontel hat auch das Lied Où peut on être mieux qu’au sein de sa famille seine Uraufführung, das zur inoffiziellen Hymne Frankreichs während der Restaurationszeit wird.
- 11. Januar: In Mannheim findet die Uraufführung des Drama per musica Adriano in Siria in der Vertonung von Ignaz Holzbauer statt.
- 24. Januar: Die Oper La clemenza di Tito von Pasquale Anfossi auf das Libretto von Pietro Metastasio wird in Rom uraufgeführt. Eine weitere Vertonung des Librettos durch Johann Gottlieb Naumann wird am 1. Februar entweder am Kleinen Kurfürstlichen Hoftheater oder am Grande Elettorale Teatro in Dresden uraufgeführt.

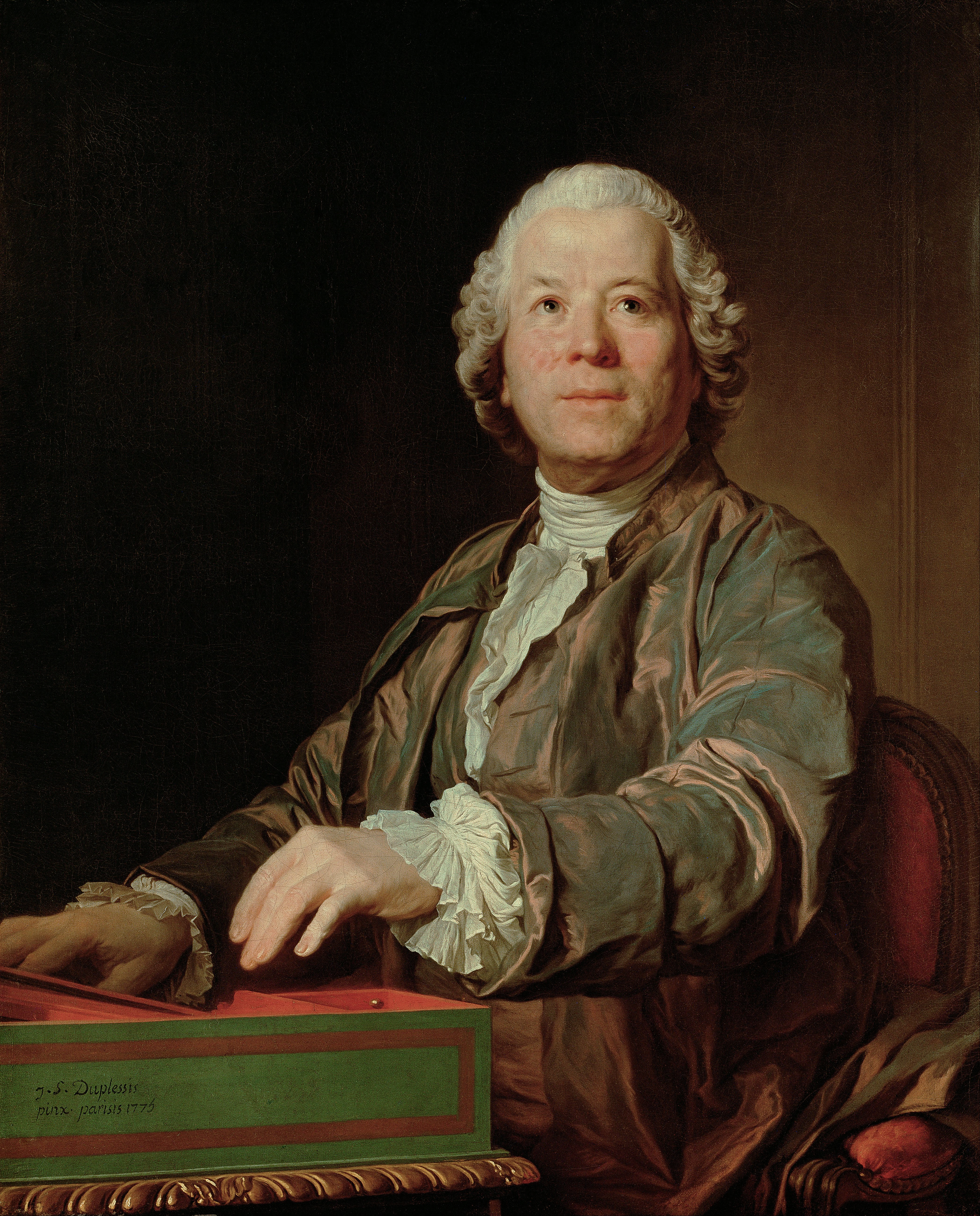
Christoph Willibald von Gluck

- 24. August: Die Festa teatrale in einem Prolog und drei Teilen Le feste d’Apollo von Christoph Willibald von Gluck auf das Libretto von Gastone Rezzonico, Giuseppe Maria Pagnini, Giuseppe Pezzana und Ranieri de’Calzabigi hat ihre Uraufführung im Teatrino di Corte in Parma.
- 20. September: In der Comédie-Italienne in Paris wird die Oper Le tableau parlant von André-Ernest-Modeste Grétry uraufgeführt. Das Libretto stammt von Louis Anseaume.
- Die Oper L’opera seria von Florian Leopold Gassmann (Musik) mit einem Libretto von Ranieri de’ Calzabigi wird im Burgtheater Wien uraufgeführt.

### Instrumentalmusik
- Luigi Boccherini
  - 6 Streichtrios op. 6
  - Sinfonia concertante (Concerto grande à più stromenti obligati) op. 7, für 2 Violinen, Violoncello solo und Orchester
  - 6 Streichquartette op. 8[1]
- François-Joseph Gossec – Sei quartetti per flauto e violino o sia per due violini, alto e basso, op. 14
- Joseph Haydn – Violinkonzert Hob. VIIa:1, Erstveröffentlichung bei Breitkopf & Härtel
- Wolfgang Amadeus Mozart – Te Deum in C-Dur
- Johann Baptist Vanhal – Streichquartett in B-Dur, op. 2 Nr. 3

### Sonstiges
- 23. Juni: Die University of Oxford verleiht Charles Burney den Grad eines Doctor of Music, wobei ein Anthem (18. Psalm) von Burnes zu Aufführung kommt.
- Luigi Boccherini heiratet am 17. August in der Kirche des Real Sitio de San Ildefonso die Sopranistin Clementina Pelliccia.
- François-Joseph Gossec wird Direktor des Orchesters Concert des Amateurs, das sich der Aufführung zeitgenössischer Werke widmet und in ganz Europa schnell großen Ruhm erlangt.
- Václav Pichl wird Kapellmeister des Grafen Ludwig Hartig in Prag.

## Geboren

### Geburtsdatum gesichert
- 02. Januar: Nannette Streicher, deutsch-österreichische Klavierbauerin, Komponistin, Musikpädagogin und Schriftstellerin († 1833)
- 08. Januar: Georg August von Griesinger, deutscher Diplomat, Schriftsteller und Freund der Komponisten Joseph Haydn und Ludwig van Beethoven († 1845)
- 13. Februar: José Antonio Picasarri, argentinischer Geistlicher und Musiker († 1843)
- 13. März: Christian Friedrich Gottlieb Wilke, deutscher Organist und Komponist, Musikpädagoge sowie Schriftsteller († 1848)
- 25. März: Salvatore Viganò, italienischer Choreograf, Komponist und Tänzer († 1821)
- 11. April: Johann Georg Lickl, österreichischer Organist und Komponist († 1843)
- 04. Mai: Charles Hague, englischer Geiger und Komponist († 1821)
- 04. Mai: Johann Jakob Mayer, deutscher lutherischer Geistlicher, Kirchenlieddichter und Chronist († 1852)
- 01. Juni: Joseph Xaver Elsner, polnischer Komponist († 1854)
- 05. Juni: Marianne Kirchgeßner, deutsche Glasharmonikavirtuosin († 1808)
- 16. Juli (getauft): Ludwig Gall, österreichischer Beamter und Pianist († 1845)
- 23. Juli: Alexei Titow, russischer Komponist († 1827)
- 04. August: Joseph Volgger, österreichischer Orgelbauer († 1828)
- 14. August: Friedrich Ludwig Dulon, deutscher Flötist und Komponist († 1826)
- 30. August: Bonifazio Asioli, italienischer Musiktheoretiker, Musikpädagoge, Cembalist, Kapellmeister und Komponist († 1832)
- 29. Oktober: Georg von Hofmann, österreichischer Dramatiker und Librettist († 1845)
- 16. Dezember: Joseph Pauli, österreichischer Geigenbauer († 1846)
- 17. Dezember: Johann Friedrich Schubert, deutscher Geiger und Komponist († 1811)
- 00. Dezember: Joseph Esménard, französischer Schriftsteller, Politiker, Librettist und Mitglied der Académie française († 1811)

### Genaues Geburtsdatum unbekannt
- Matteo Bevilacqua, italienischer Komponist, Flötist und Gitarrenvirtuose († 1821)
- Dionysios Fotinos, griechischer Historiker, Musikpädagoge, Komponist liturgischer Musik und osmanischer Beamter († 1821)
- Daniil Kaschin, russischer Komponist († 1841)

## Gestorben

### Todesdatum gesichert
- 27. Januar: Matthias Amoor, niederländischer Orgelbauer in Groningen (* unbekannt)
- 04. März: Ludolf Ernst Schlicht, deutscher Geistlicher der Herrnhuter Brüdergemeine und Kirchenlieddichter (* 1714)
- 26. März: Johann Gottlieb Tamitius, deutscher Orgelbauer (* 1691)
- 03. April: Gerhard Tersteegen, deutscher Mystiker und Dichter von Kirchenliedern (* 1697)

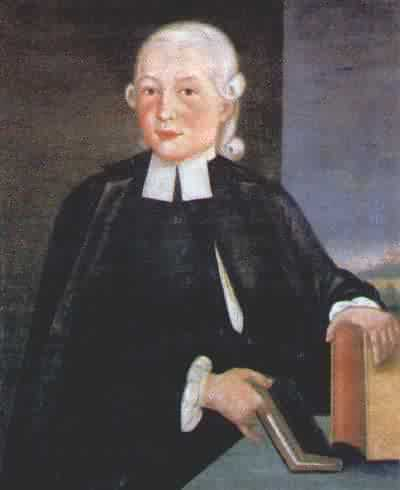
Philipp Friedrich Hiller; † 24. April

- 24. April: Philipp Friedrich Hiller, deutscher Pfarrer und Kirchenlieddichter (* 1699)
- 16. Mai: Andreas Rehberger, deutscher evangelischer Geistlicher und Kirchenlieddichter (* 1716)
- 00. September: Henri Hemsch, französischer Cembalobauer deutscher Herkunft (* 1700)
- 09. Oktober: Marianus Königsperger, deutscher Benediktiner, Komponist und Organist (* 1708)
- 14. Oktober: Francesco Corradini, italienischer Komponist (* um 1700)
- 05. Dezember: Johann Christoph Fischer, deutscher Komponist, Musikdirektor und Notenkopist (* 1717)

### Genaues Todesdatum unbekannt
- Chevalier d’Herbain, französischer Komponist (* zwischen 1730 und 1734)
- Ignacio de Jerusalem y Stella, italienischer Komponist und Violinvirtuose (* um 1710)